# احمد هاکان
احمد هاکان (به ترکی استانبولی: Ahmet Hakan) روزنامه نگار و مجری برنامه‌های سیاسی در تلویزیون‌های ترکیه است. او هم‌اکنون در روزنامه حریت (به ترکی استانبولی: Hürriyet gazetesi) به نویسندگی می‌پردازد و در شبکه تلویزیونی سی‌ان‌ان ترک  برنامه منطقه بی طرف را اجرا می‌کند. او در تاریخ ۱ اکتبر ۲۰۱۵ در مقابل خانه‌اش مورد حمله چهار فرد قرار گرفت که باعث شکستگی در قفسه سینه و بینی او شد.